# دشت لار (قیر و کارزین)
دشت لار یک روستا در ایران است که در استان فارس واقع شده‌است. دشت لار۱۳۲۰ نفر جمعیت دارد. دشت لار از ایل قشقایی طایفه کشکولی کوچک هستند. زبان تمامی اقوام ترکی قشقایی می‌باشد. تیره‌های ساکن در دشت لار اخچلو لک سهم الدینی عالیوند می‌باشد که عمدتاً اخچلو می‌باشند.

### اماکن دیدنی
برج سفید

### درآمد
دامداری و کشاورزی (حفر و تجهیز ۱۷ حلقه چاه کشاورزی در کانون اسکان دشت لار و واگذاری ۳۰۷ هکتار اراضی کشاورزی جهت توسعه کانون اسکان دشت لار که فعالیت کشاورزی دارند)
محصولات
لیموترش، پرتقال، خرما، هندوانه، خیار

## رشته کوه‌ها
کوهلار، کوه سفید